# Аддіс Абебе
Аддіс Абебе  (англ. Addis Abebe, 5 вересня 1970) — ефіопський легкоатлет, олімпійський медаліст.

## Виступи на Олімпіадах
| Олімпіада      | Дисципліна           | Місце     |
| -------------- | -------------------- | --------- |
| Барселона 1992 | біг на 5000 метрів   | 6 h4 r1/2 |
| Барселона 1992 | біг на 10 000 метрів | 3         |